# Нейбут, Арнольд Яковлевич
Арнольд Яковлевич (Екубович) Нейбут (лат. Arnolds Neibuts, 6 ноября 1889, Курляндская губерния — 8 февраля 1919, Омск) — профессиональный революционер, большевик, депутат Всероссийского учредительного собрания.

## Биография
Родился в семье латышских крестьян. В раннем возрасте присоединился к революционному движению Прибалтики. Участвовал в антиправительственных выступлениях в 1905—07 гг. в Митаве и Риге. Член РСДРП(б) с 1905 (по другим данным — 1906) года. После разгрома антиправительственных выступлений перешёл на нелегальное положение. С 1908 занимался подпольной партийной работой в Баку, в 1910 в Омске. В 1912 эмигрировал в США, где накануне Первой мировой войны находились многие большевики.
Вступил в Русскую секцию социалистической партии Америки. В эмиграции активно занимался самообразованием, стал одним из самых образованных русских марксистов. В совершенстве владел английским языком, часто выступал на митингах перед американскими рабочими-социалистами. После Февральского переворота в 1917 году с группой политических эмигрантов прибыл во Владивосток.
В сентябре 1917 г. руководил работой состоявшейся в г. Никольск-Уссурийский первой Дальневосточной конференции РСДРП(б). Входил в состав Сибирского бюро ЦК РКП(б), был избран первым председателем Дальневосточного бюро РСДРП(б), председателем Владивостокского комитета РСДРП, депутатом Владивостокского совета. Редактировал газету «Красное Знамя», которая стала самой массовой газетой в Приморье.
В 1918 был в Петрограде, член ВЦИК, делегат 7-го съезда РКП(б) от Дальневосточной организации партии. Возвращаясь из Москвы на Дальний Восток, он оказался в тылу  чехословацких и белогвардейских войск, перешёл на нелегальное положение, возглавил подпольную работу большевиков в Омске. Председатель подпольного горкома РКП(б) в Омске, председатель Сибирского областного комитета РКП(б). Один из организаторов неудавшихся мятежей в Омске против правительства Колчака в декабре 1918 и феврале 1919.
В феврале-марте 1919 г. контрразведке белых удалось арестовать и расстрелять группу омских большевиков-подпольщиков, среди которых был и А. Нейбут.

## Память
22 июля 1982 г. решением исполнительного комитета Владивостокского городского Совета народных депутатов вновь созданная улица в Ленинском районе города была названа улицей Нейбута.
В городе Омске также есть улица, названная в честь А. Нейбута. В Омске, в Мемориальном сквере Памяти борцов революции, Нейбуту установлен памятник (бюст).